# Улица Победы (Ярославль)
У́лица Побе́ды (бывшая Мологская улица + Малая Петропавловская улица, улица Победы + улица Менделеева) — улица в центральной части города Ярославля. Лежит между Большой Октябрьской улицей и Волжской набережной. Нумерация домов ведётся со стороны Волжской набережной.

## История
Современная улица Победы включает в себя две разные улицы, сформированные в ходе перестройки города по регулярному плану 1778 года. Первая улица была проложена от церкви Петра и Павла на Волжской набережной до Дворянской улицы, и получила по церкви название Малая Петропавловская (в 1870-е встречался вариант названия Петропавловский переулок). Вторая улица проложена от перекрёстка Дворянской и Малой Петропавловской улиц до Большой Рождественской улицы и названа Мологской по городу Молога Ярославской губернии.
В декабре 1924 года советские власти переименовали Мологскую улицу в улицу Победы в связи с победой над Русской армией, а в 1927 году переименовали Малую Петропавловскую улицу в улицу Менделеева в честь учёного Дмитрия Менделеева. В 1937 году разрушили украшавший улицу древний Петропавловский храм.
В 1961—1966 годах на месте начала улицы был построен въезд на автомобильный мост через Волгу, в связи с чем участок улицы от Октябрьской площади до Волжской набережной был проложен немного южнее.
В 1965 году улицу Менделеева присоединили к улице Победы с целью присвоить это название улице в районе Нефтестрой.

## Здания и сооружения
- № 6 — ТЦ «Дом моды»
- № 20 — Соборная мечеть
- № 22 — Табачная фабрика «Империал Тобакко Ярославль»
- № 45 — Дезинфекционная станция города
- № 47 — Ярославский районный суд Ярославской области
- № 49 — Церковь Никиты мученика